# Burgtheater

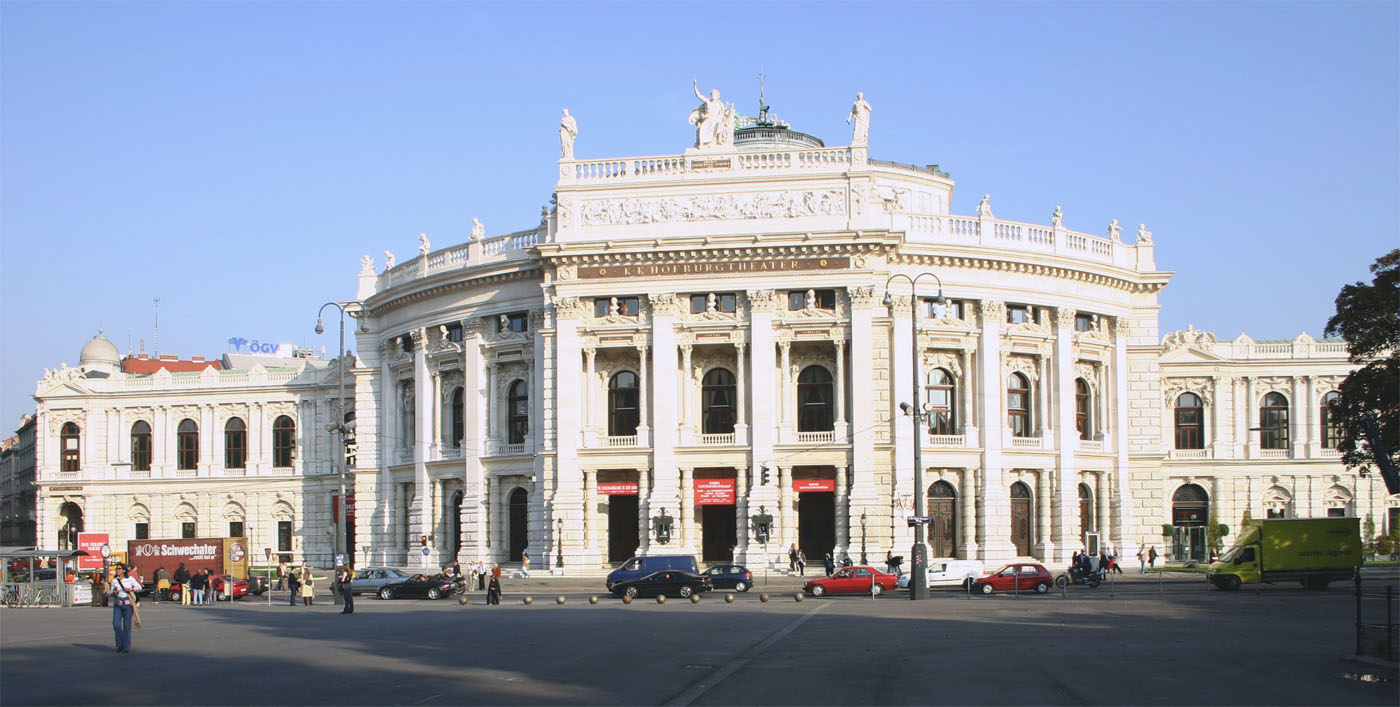
Burgtheater (frente)

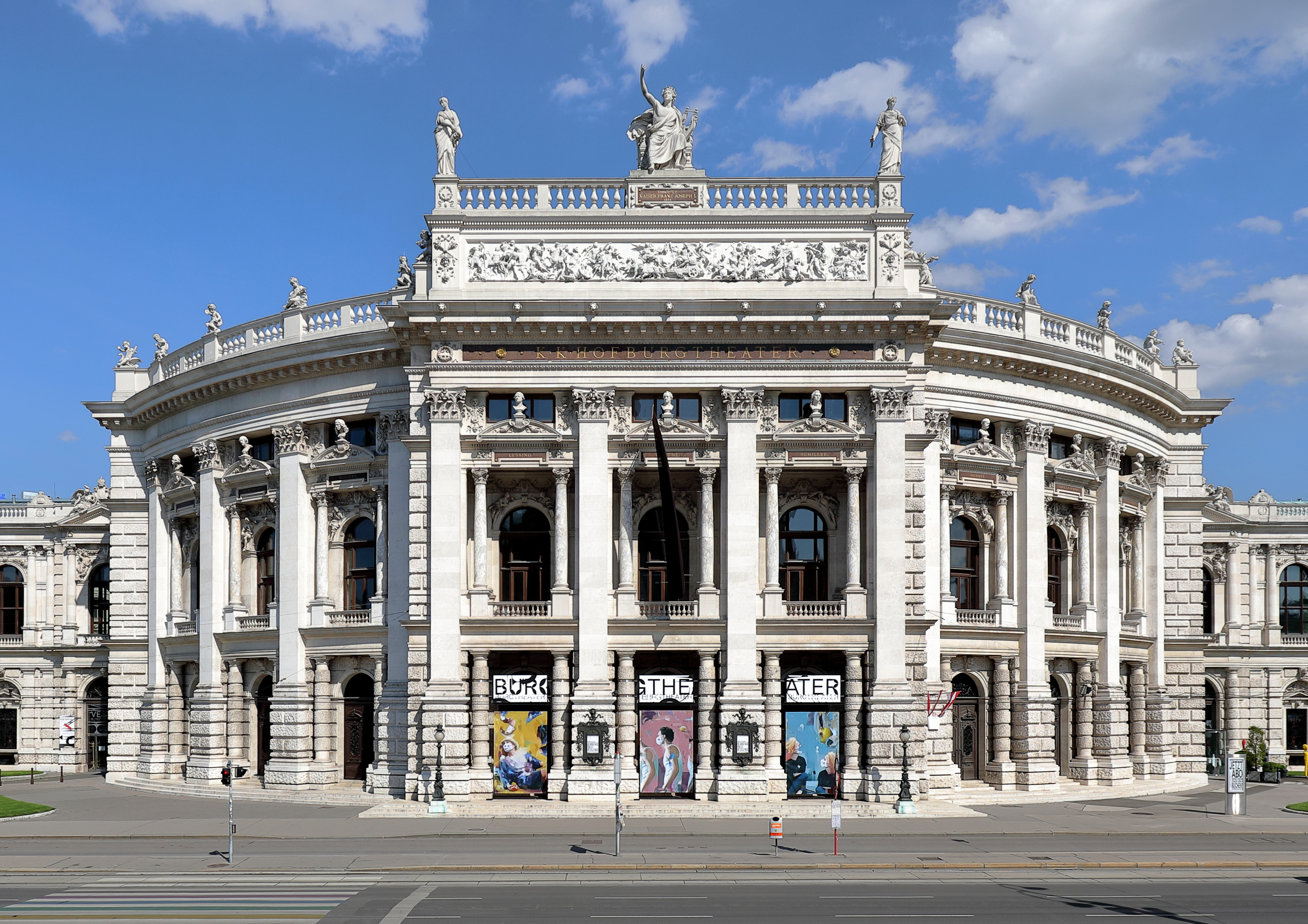
Burgtheater (Entrada principal)

O Burgtheater, originalmente como o teatro de K.K. um der Burg, até então 1920 como o K.K. Hofburgtheater, é o Teatro nacional Austriaco em Viena e o teatro germanófono, assim como um dos mais importantes do mundo. O Burgtheater foi criado em 1741 e tornou-se como o “dado Burg” pela população Viennese sua companhia do teatro membros de mais ou mais menos regulares criou um estilo e um discurso tradicionais típicos de desempenhos de Burgtheater.

## História
Foi criado em 14 março 1741 pela imperatriz Maria Teresa da Áustria para ser um teatro ao lado da sua residência oficial, o Hofburg, e o seu filho, imperador José II chamado o “o Theatre nacional alemão” em 1776. Três óperas de Mozart estreiram lá: O rapto do serralho (1782), As bodas de Fígaro (1786) e Così fan tutte (1790). Começando em 1794, o theatre foi chamado de “o der Burg do nächst K.K. Hoftheater”. O theatre foi movido para um edifício novo no Ringstraße em 14 outubro 1888 projetado por Gottfried Semper e por Karl Freiherr von Hasenauer. Março em 12, 1945 o Burgtheater foram destruídos pela maior parte em uma invasão do bombardeio, e, um mês mais tarde, abril em 12, 1945, o Burgtheater foi danificado mais mais por um fogo de origem desconhecida. [1] Após a guerra, o theatre foi restaurado entre 1953-1955. [1] O estilo clássico de Burgtheater e a língua Burgtheater-Alemão tend-estavam ajustando-se para teatros alemães da língua.